# エーバースブルク
エーバースブルク（ドイツ語: Ebersburg）は、ドイツ連邦共和国ヘッセン州カッセル行政管区のフルダ郡に属す町村である（以下、本項では便宜上「町」と記述する）。

## 地理

### 位置
エーバースブルクはフルダとゲルスフェルトとの間、レーン山地内の高度 300 m から 689 m に位置している。

### 隣接する市町村
エーバースブルクは、北はキュンツェル、東はポッペンハウゼンおよびゲルスフェルト（以上3市町村はフルダ郡）、南はヴィルトフレッケンおよびモッテン（ともにバイエルン州バート・キッシンゲン郡）、西はカルバッハおよびアイヒェンツェル（ともにフルダ郡）と境を接している。

### 自治体の構成

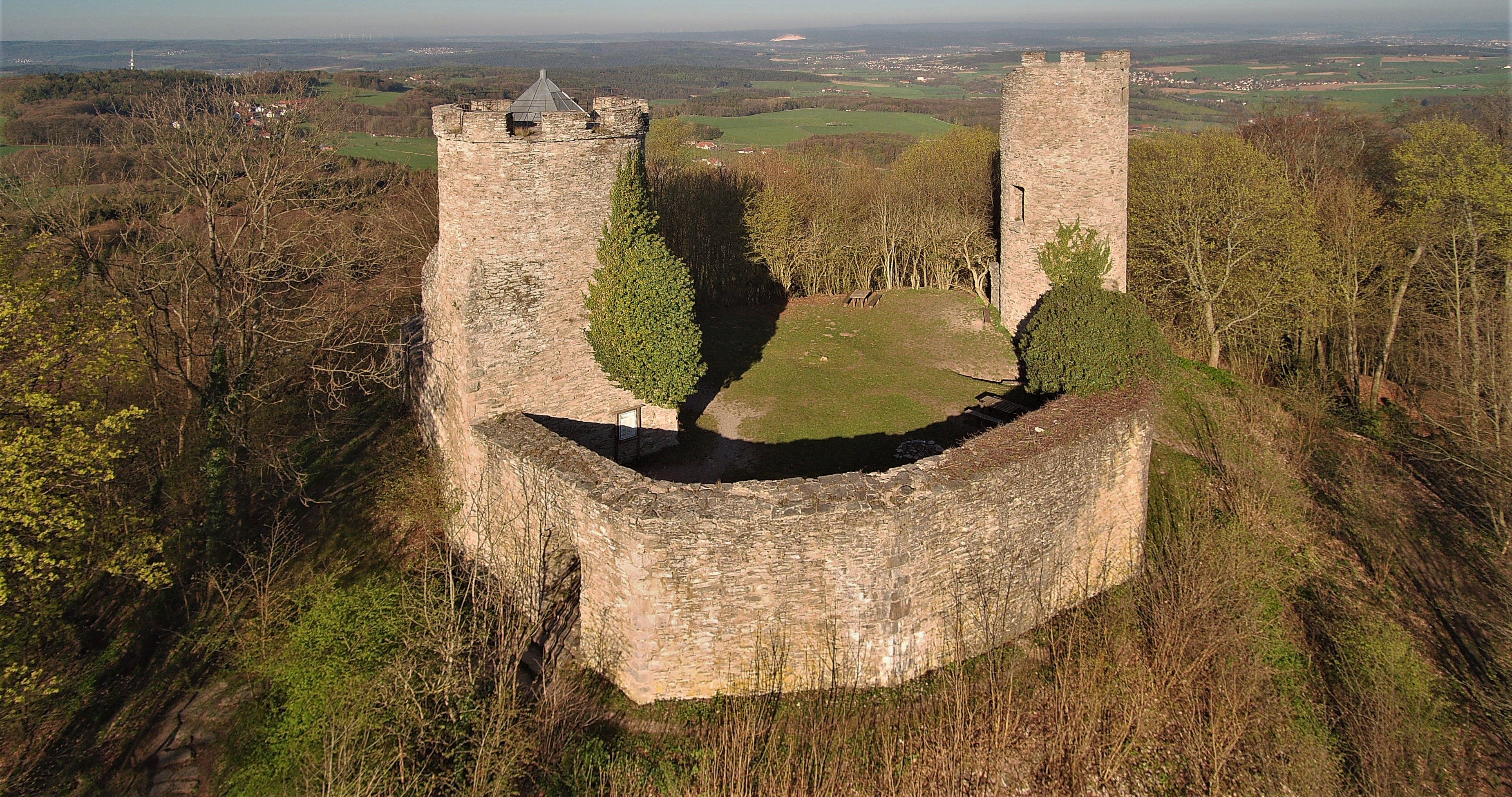
町名の由来となったエーバースブルク城

#### エーバースベルク
エーバースベルクは散村で、エーバースブルク町内で最も広い地区である。この地区は多くの小集落とリュッター川の北に位置する孤立農場からなる。東端にはエーバースブルク城が建つエーバースベルク山がある。この山は三方をガッケンホーフ地区（ポッペンハウゼン/ヴァッサークッペ）に囲まれている。

#### リート
リートには歴史的価値の高い防衛教会である。これは郡内に現存する最も保存状態の良い防衛施設の1つである。この教会は15世紀に建設された。古い祭壇室には交差リブヴォールトがある。古い教会塔も存在しており、やはり中世後期の防壁を含む教会防衛設備を有している。

#### シュマルナウ
シュマルナウはフルダ河畔のバロック教会を有する大きな集落である。この教会はヨハン・アンドレアス・ヘルラインによる価値の高いバロック様式の祭壇画と後期ゴシック様式の石造りの洗礼盤を有している。ホルストベルクの麓の墓地の上に1993年に造られたルルドのグロッテの複製がある。

#### ターラウ
タラウ地区は1969年に当時独立した町村であったアルテンホーフ、シュテルベルク、ターラウが合併して成立した。この地区は、州指定の保養地で、海抜 360 m から 520 m に位置している。ここでは定期的に IVV-ヴァンダーヴォーヒェン（ハイキング週間）が開催されている。ターラウには標識が整備された全長 7 km から 20 km の10本の遊歩道がある。

#### ヴァイアース
ヴァイアースは、フォルダーレーン（レーン山地前山地方）の村落で、エーバースブルクの麓の高度 362 m に位置する。バイエルン王国およびその後のゲルスフェルト郡（1932年廃止）に属していたときには、牢獄を含む裁判所の所在地として、周辺地域にとって大きな重要性を有していた。
- リート地区の聖キリアン教会
- シュマルナウ地区の聖マルティン教会
- ターラウ集落

## 歴史

### 町の成立
自治体エーバースブルクは、ヘッセン州の地域再編に伴い、1971年12月31日に当時は独立した町村であったエーバースベルク、リート、シュマルナウ、ターラウ（アルテンホーフ、フラウエンホルツ、シュテルベルク、ターラウ）、ヴァイアースが合併して成立した。1972年8月1日にギーヒェンバッハ（ウンターギーヒェンバッハ）の耕牧地1がこの町に移管された。町の行政機関はシュマルナウ地区に置かれた。新しい自治体は、689 m のエーバースベルク山上にある城趾エーバースブルクにちなんで命名された。

### 土地の分離
1972年8月1日、エーバースブルクは、小集落アルト＝エーバースベルクと農場ライムバッハスホーフ、ライムバッハスミューレ、フーンライン、ヘッテンパウルスホーフ、ウンターダニアルスホーフ、オーバーダニエルスホーフ、ヴィーゲリヒ、ビーンホーフを隣接するポッペンハウゼンに移管した。

## 行政

### 議会
エーバースブルクの町議会は23議席で構成されている。

### 首長
ヘッセン州自治体法によれば、首長は自治体の議会の議長を務める。エーバースブルクでは町長の他に6名からなる名誉職の委員が構成される。
1998年からブリギッテ・クラム (CDU) が町長を務めている（2011年までは旧姓のブリギッテ・エルプを名乗っていた）。彼女の前任者は以下の通り。
- 1972年 - 1980年: ルドルフ・ホーラク (CDU)
- 1980年 - 1998年: ヴィルヘルム・ブライトシャイト (CDU)

### 紋章
エーバースブルクは1973年1月23日にヘッセン州内務大臣から以下の紋章の使用権を認可された。
図柄: 青地に、銀色の胸壁のある塔。塔には青いユリが描かれている。

## 文化と見所

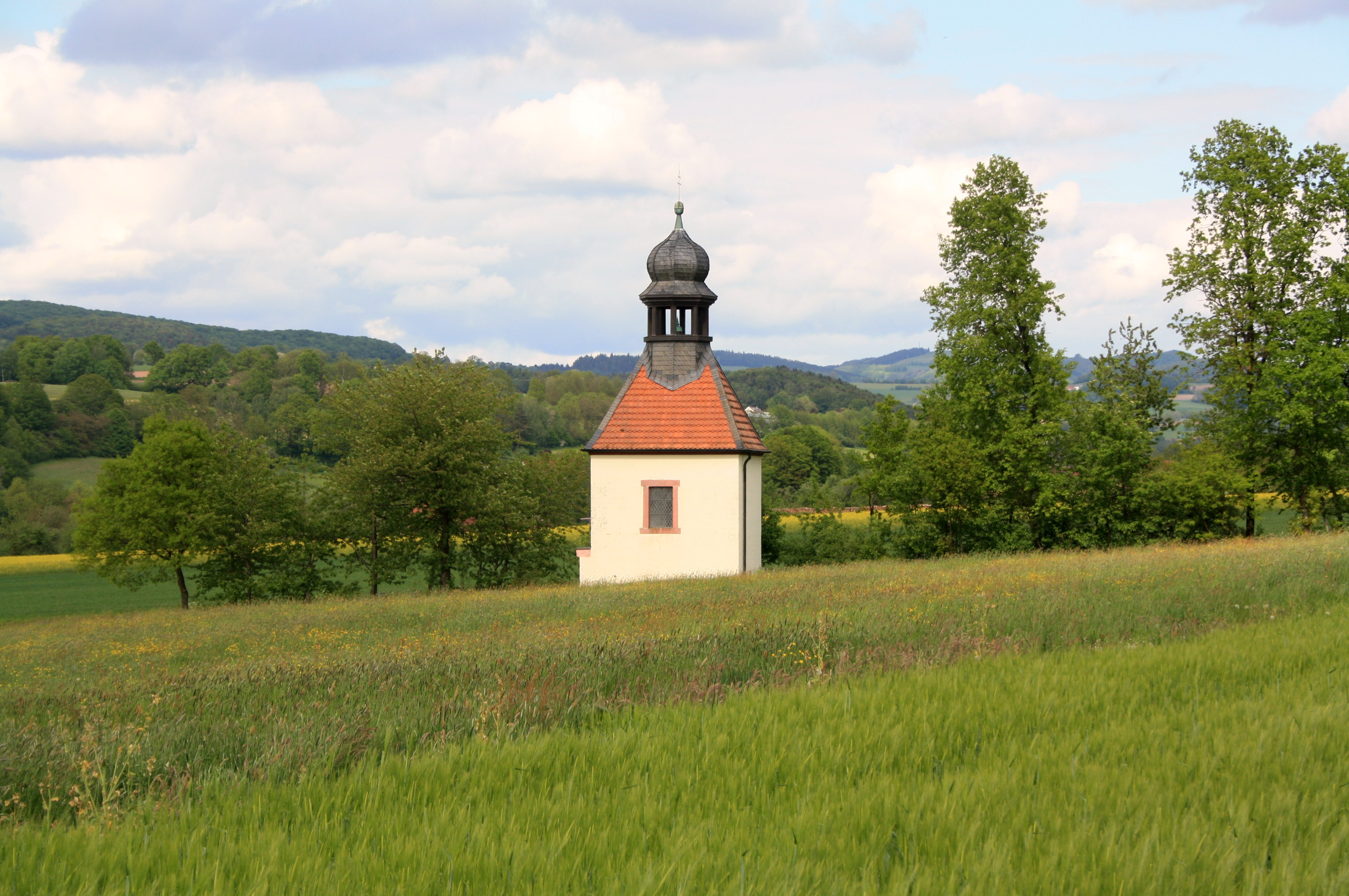
ジーベンシュレーファー礼拝堂

- エーバースブルク城趾があるエーバーベルク (689 m)
- ジーベンシュレーファー礼拝堂
- ヴァイアースのユダヤ人墓地
- 町役場ジッツングスザールのジビラ・フォン・エーバースベルクの絵

## 経済と社会資本

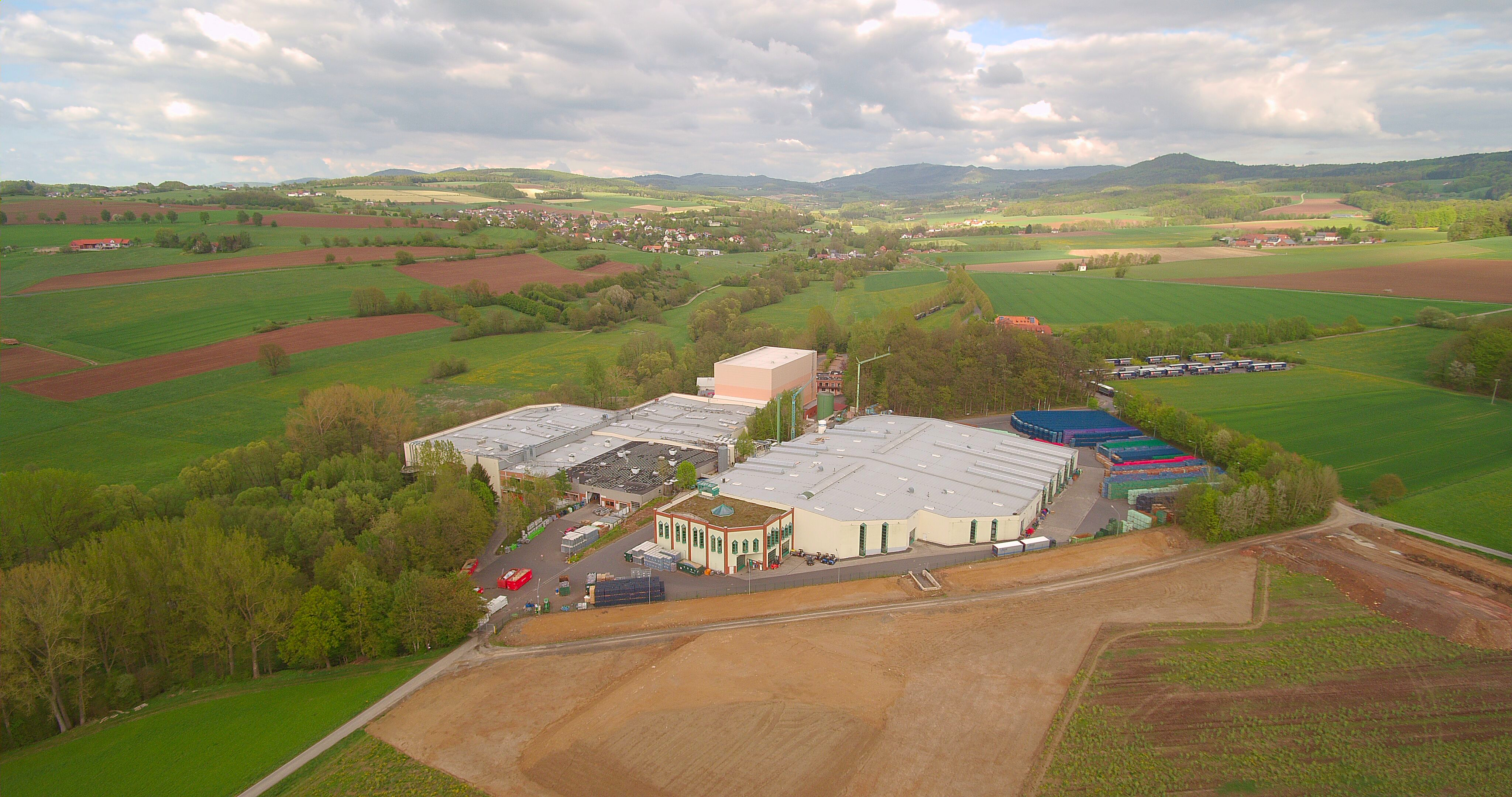
レーン＝シュプルーデル本社

ヴァイアース地区には飲料メーカー「レーン＝シュプルーデル」の本社がある。
エーバースブルクは鉄道フルダ - ゲルスフェルト線沿いにあり、リートとシュマルナウに駅がある。
リート地区とシュマルナウ地区を以下の自転車道が通っている。
- ヘッセン広域自転車道 R1号線（フルダ自転車道）レーン山地（ドイツ語版、英語版）の高台からフルダ川沿いにたどり、ヴェーザー川沿いのバート・カールスハーフェンまで約 250 km の自転車道である[6]。
- 地域テーマルート「ギプフェルツアー」はレーン山地のヴァッサークッペとフォーゲルスベルク山地のホーエロードスコプフとを結んでいる。
- ヘッセン広域自転車道 R2号線（4河川ツアー）はビーデンコプフを起点とし、ラーン川、ラウター川（ドイツ語版、英語版）、リューダー川（ドイツ語版、英語版）、フルダ川の川筋をたどってシュペッサルト（ドイツ語版、英語版）のジンタールに至る202 km の自転車道である[7]。
- D-ルート 9（ヴェーザー＝ロマンティック街道）は、北海からブレーメン、カッセル、フルダ、タウバータールを経てアルゴイ（ドイツ語版、英語版）のフュッセンに至る（1197 km）[8]